# Titularbistum Ceanannus Mór
Ceanannus Mór (neu-ir.: Ceanannas, engl.: Kells) ist ein Titularbistum der römisch-katholischen Kirche. 
Es geht zurück auf einen untergegangenen Bischofssitz in der Stadt Kells, der in der irischen Provinz Leinster lag und der Kirchenprovinz Armagh zugeordnet war.
| Titularbischöfe von Ceanannus Mór |                      |                                  |                 |                  |
| Nr.                               | Name                 | Amt                              | von             | bis              |
| 1                                 | Mark Francis Schmitt | Weihbischof in Green Bay (USA)   | 30. April 1970  | 21. März 1978    |
| 2                                 | James Gerard Lennon  | Weihbischof in Armagh (Irland)   | 20. Juni 1980   | 17. Oktober 1989 |
| 3                                 | Thomas John Curry    | Weihbischof in Los Angeles (USA) | 8. Februar 1994 |                  |